# Newmanprojectie

Newmanprojectie van n-butaan in twee conformaties: de geëclipseerde (links) en de geschrankte (rechts). In deze projectie wordt gekeken langs de middelste C-C-binding.

De newmanprojectie is een veelgebruikte voorstellingswijze van alkanen, die bedoeld is om de chemische conformaties (geschrankt en geëclipseerd) te visualiseren. De projectie werd in 1952 ontwikkeld door de Amerikaan Melvin Spencer Newman.
Bij een newmanprojectie kijkt men loodrecht op een koolstof-koolstofbinding, waarbij het voorste koolstofatoom als een zwart bolletje of punt wordt voorgesteld en het achterste als een cirkel. Hierna worden de substituenten getekend. Meestal zijn dit waterstofatomen, maar soms ook methyl- en hogere alkylgroepen, al naargelang het alkaan dat moet worden voorgesteld.